# تیفانی یانگ
استفانی یانگ هوانگ (زادهٔ ۱ اوت ۱۹۸۹) (به انگلیسی: Stephanie Young Hwang) (به کره‌ای: 스테파니 황) که در کره‌جنوبی با نام هنری تیفانی (به کره‌ای: 티파니) و در آمریکا با تیفانی یانگ (به کره‌ای: 티파니 영) (به انگلیسی: Tiffany Young) شناخته می‌شود، خوانندهٔ آمریکایی است که در کره جنوبی فعالیت می‌کند. او که در کالیفرنیا متولد و بزرگ شده بود، در سن پانزده سالگی توسط کمپانی استعدادیابی اس. ام. اینترتینمنت کشف شد. به دنبال این اتفاق، تیفانی به کره جنوبی مهاجرت کرد و در اوت ۲۰۰۷، به عنوان عضو گروه گرلز جنریشن وارد عرصهٔ موسیقی شد، گروهی که هم‌اکنون یکی از پرفروشترین هنرمندان کره جنوبی و محبوبترین گروه دخترانهٔ این کشور در سطح جهانی است. بعدها تیفانی به همراه دو هم‌گروه خود یعنی ته‌یئون و سئوهیون زیر گروهی به نام «گرلز جنریشن-تی‌تی‌اس» تشکیل دادند.

در سال ۲۰۰۹ او تک آهنگی به نام دوستت دارم برای سریال جا میونگ گو خواند.
در سال ۲۰۱۶، تیفانی به ادامهٔ پروژه‌های حاشیه‌ای خود که از اوایل دوران حرفه‌ای‌اش آغاز کرده بود، پرداخت و اولین آلبوم انفرادی خود به نام «من فقط میخوام برقصم» را منتشر کرد و بعد از ته‌یئون دومین عضو گرلز جنریشن شد که آلبوم تکی منتشر می‌کند.
با وجود جدایی از اس.ام. انترتینمنت در اکتبر ۲۰۱۷، همچنان عضو گرلز جنریشن است. او هم اکنون به دلیل فعالیت‌های انفرادی‌اش در لس آنجلس مستقر است.
او به آژانس استعداد پارادیگم پیوست و با کمپانی ضبط «ترنسپرنت آرتز» قرارداد امضا کرد و دومین آلبوم کوتاه خود به نام «لب روی لب» را در ۲۲ فوریه ۲۰۱۹ منتشر کرد.
تیفانی با دریافت جایزه «بهترین شروع کار تکی» از جشنواره آی هارت ریدیو، تبدیل به اولین هنرمند زن کره‌ای شد که در این جشنواره شرکت و این جایزه را دریافت کرده است. همچنین استفانی اولین هنرمند زن کره‌ای است که به جوایز موسیقی آمریکا دعوت شده و در آن شرکت کرده است.